# Joseph Germiot
Joseph Germiot est un homme politique français né le 17 novembre 1736 à Septeuil (Seine-et-Oise) et décédé à une date inconnue.
Agriculteur à Menucourt, il est député du tiers état aux États généraux de 1789 pour le bailliage de Mantes et Meulan, siégeant avec la majorité réformatrice.

## Sources
- « Joseph Germiot », dans Adolphe Robert et Gaston Cougny, Dictionnaire des parlementaires français, Edgar Bourloton, 1889-1891 [détail de l’édition]